# Biệt đội Marvel
Biệt đội Marvel (tên tiếng Anh: The Marvels) là phim siêu anh hùng dựa theo nhóm 3 nhân vật Carol Danvers / Captain Marvel, Kamala Khan / Ms. Marvel và Monica Rambeau của hãng truyện tranh Marvel Comics. Được sản xuất bởi Marvel Studios và được phân phối bởi Walt Disney Studios Motion Pictures, phim là phần hậu truyện của Đại uý Marvel (2019) và phim truyền hình Ms. Marvel (2022), và là phim thứ 33 của Vũ trụ Điện ảnh Marvel. Phim được đạo diễn bởi Nia DaCosta dựa theo kịch bản của Megan McDonnell, với dàn diễn viên bao gồm Brie Larson trong vai Carol Danvers, Iman Vellani trong vai Kamala Khan và Teyonah Parris trong vai Monica Rambeau.
Sau khi Marvel Studios xác nhận kế hoạch sản xuất hậu truyện của Đại uý Marvel vào tháng 7 năm 2019, dự án đã bắt đầu được phát triển vào tháng 1 năm 2020, với sự tham gia của Megan McDonnell và sự trở lại của Brie Larson. Nia DaCosta được thuê làm đạo diễn vào tháng 8 năm 2020, và sự tham gia của Iman Vellani và Teyonah Parris cũng như tựa đề Đại úy Marvel 2 được thông báo vào tháng 12 năm 2020. Quá trình quay phim thứ 2 đã bắt đầu vào giữa tháng 4 năm 2021 ở New Jersey, với tựa đề Biệt Đội Marvel được tiết lộ vào đầu tháng 5 năm 2021. Quá trình quay phim chính sẽ bắt đầu vào cuối tháng 5 năm 2021 ở London, Los Angeles, New Jersey và trường quay Pinewood Studios ở Buckinghamshire.
Biệt đội Marvel khởi chiếu tại Mỹ vào ngày 10 tháng 11 năm 2023, thuộc Giai đoạn 5 của Vũ trụ Điện ảnh Marvel.

## Diễn viên
- Brie Larson trong vai Carol Danvers / Captain Marvel:
Một Avenger và cựu phi công máy bay chiến đấu của Lực lượng Không quân Hoa Kỳ có DNA bị thay đổi trong một vụ tai nạn, cô có sức mạnh siêu phàm, phóng năng lượng và bay.[1]
- Iman Vellani trong vai Kamala Khan / Ms.Marvel:
Một thiếu niên Mỹ gốc Pakistan đến từ Jersey với khả năng kết tinh năng lượng thành vật chất tạm thời.[2]
- Teyonah Parris trong vai Monica Rambeau:
Một đặc vụ của S.W.O.R.D. đồng thời là con gái của Maria Rambeau, bạn cũ của Carol, cô có khả năng hấp thụ năng lượng.[3]
- Samuel L. Jackson trong vai Nick Fury:
Cựu giám đốc của S.H.I.E.L.D. - người đang làm việc với Skrulls ngoài không gian.

Ngoài ra, Saagar Shaikh, Zenobia Shroff và Mohan Kapur đóng lại các vai tương ứng của họ là anh trai của Kamala Khan, Amir, mẹ Muneeba và cha Yusuf, từ Ms. Marvel. Ngoài ra, Zawe Ashton được chọn vào một vai diễn phản diện chưa được tiết lộ, với Park Seo-joon cũng được giao một vai diễn không được tiết lộ.

## Sản xuất

### Phát triển
Trước khi Đại úy Marvel (2019) ra mắt, ngôi sao Brie Larson bày tỏ sự quan tâm đến phần tiếp theo có nhân vật Kamala Khan / Ms. Marvel. Nhà sản xuất Kevin Feige trước đây cho biết đã có kế hoạch giới thiệu Khan trong Marvel Cinematic Universe (MCU) sau khi Captain Marvel phát hành vì Khan được truyền cảm hứng từ Carol Danvers / Captain Marvel; Iman Vellani sau đó được chọn vào vai Khan trong loạt phim truyền hình Disney+ Ms. Marvel (2022). Vào tháng 3 năm 2019, Feige cho biết Marvel Studios đã có một số ý tưởng "khá tuyệt vời" cho phần tiếp theo,  có thể được đặt trong khoảng thời gian những năm 1990 của phần phim đầu tiên hoặc chuyển sang ngày nay. Lashana Lynch bày tỏ sự quan tâm đến việc thể hiện lại vai diễn Maria Rambeau của cô trong phần tiếp theo, ngay cả khi nó được lấy bối cảnh ở hiện tại. Tại San Diego Comic-Con 2019 vào tháng 7, Feige đã xác nhận kế hoạch làm phần tiếp theo của Captain Marvel.
Quá trình phát triển chính thức của bộ phim bắt đầu vào tháng 1 năm 2020 khi Megan McDonnell tham gia đàm phán để viết kịch bản, sau khi trước đó đã đảm nhận vai trò biên kịch cho loạt phim Disney+ WandaVision (2021) của Marvel Studios. Larson đã được xác nhận sẽ trở lại với vai Danvers,  nhưng Anna Boden và Ryan Fleck được cho là sẽ không trở lại sau khi đạo diễn và đồng sáng tác bộ phim đầu tiên. Hãng phim hy vọng sẽ thuê một nữ đạo diễn để thay thế họ. Bộ phim dự kiến sẽ lấy bối cảnh thời nay và hướng tới việc phát hành vào năm 2022.  Vào tháng 4 năm 2020, Disneydự kiến bộ phim phát hành vào ngày 8 tháng 7 năm 2022, lấp đầy ngày tháng 7 năm 2022 mà hãng phim đã đặt trước đó cho một bộ phim Marvel không có tiêu đề. Nia DaCosta được thuê làm đạo diễn cho bộ phim vào tháng 8 năm đó. Deadline Justin Kroll của Hollywood gọi đây là một dấu hiệu khác của việc Marvel Studios thêm sự đa dạng cho các bộ phim của mình do DaCosta là người phụ nữ Da đen đầu tiên được hãng phim thuê làm đạo diễn, nói thêm rằng bộ phim có khả năng sẽ phá kỷ lục về bộ phim có kinh phí lớn nhất được đạo diễn. bởi một phụ nữ da đen.  Hãng phim cũng đã cân nhắc Olivia Wilde và Jamie Babbit làm đạo diễn cho bộ phim,  nhưng DaCosta được cho là người đi đầu trong một thời gian. Richard Newby của The Hollywood Reporter cảm thấy việc thuê DaCosta có thể mang lại năng lượng mới cho MCU và thương hiệu Captain Marvel, nói rằng DaCosta "thích thách thức những định kiến về mối quan hệ giữa các nhân vật và truyền thuyết đằng sau những câu chuyện". Newby cũng cảm thấy bộ phim có thể khám phá câu chuyện của Danvers từ góc nhìn của Monica, con gái của Maria Rambeau, một phụ nữ da đen ở Mỹ ngày nay.
Feige đã công bố Captain Marvel 2 vào tháng 12 năm 2020, với ngày phát hành mới là ngày 11 tháng 11 năm 2022. Anh ấy xác nhận sự tham gia của DaCosta và tiết lộ rằng Vellani sẽ đóng lại vai Khan cùng với Teyonah Parris đảm nhận vai Monica Rambeau từ WandaVision. Parris rất hào hứng được làm việc với DaCosta một lần nữa sau Candyman (2021), và để khám phá sâu hơn mối quan hệ của Monica với Danvers đã bị trêu chọc trong WandaVision.

### Tiền sản xuất
Công việc tiền sản xuất của bộ phim được bắt đầu vào tháng 2 năm 2021, khi Zawe Ashton được chọn vào vai phản diện của bộ phim. Chụp ảnh chính dự kiến sẽ bắt đầu vào cuối tháng 5, mặc dù một số quay phim đơn vị thứ hai đã bắt đầu vào ngày 9 tháng 4 tại Thành phố Jersey, New Jersey, với tựa đề là Goat Rodeo, để ghi lại các cảnh quay từ trên không, thiết lập các cảnh quay và các tấm màn hình xanh. Vào tháng 5, Marvel Studios tiết lộ rằng phần tiếp theo sẽ có tựa đề Biệt Đội Marvel. Ethan Anderton của /Film lưu ý rằng tiêu đề này đề cập đến cả Captain Marvel và Ms. Marvel, vì logo của phim bao gồm cùng một chữ "S" được cách điệu từ logo của series Ms. Marvel. Graeme McMillian tại The Hollywood Reporter thừa nhận lời giải thích này, nhưng cũng tự hỏi liệu có mối liên hệ nào với loạt truyện tranh năm 1994 Marvels — mà kể về các sự kiện khác nhau trong Vũ trụ Marvel từ góc nhìn của một nhiếp ảnh gia — hay một dự án cùng tên được công bố trong 2020. Anh ấy cũng tự hỏi liệu "Biệt Đội Marvel" có ám chỉ một gia đình anh hùng, giống như Gia đình Marvel của DC Comics (bây giờ được gọi là Gia đình Shazam) hay không. Park Seo-joon đã được chọn vào một vai chưa được tiết lộ vào giữa tháng 6, và được chuẩn bị tham gia sản xuất sau khi hoàn thành bộ phim Concrete Utopia. Larson và Parris bắt đầu chuẩn bị quay phim vào tháng sau. DaCosta cho biết Biệt Đội Marvel sẽ giải quyết "những điều cụ thể, cá nhân, [và] đôi khi buồn", nhưng sẽ có một câu chuyện nhẹ nhàng hơn so với các bộ phim Little Woods (2018) và Candyman của cô. Cô ấy cảm thấy rằng cô ấy có nhiều quyền tự do sáng tạo trong Biệt Đội Marvel hơn so với những bộ phim trước đây của cô ấy.

### Quay phim
Chụp ảnh chính dự kiến sẽ bắt đầu vào ngày 31 tháng 5 năm 2021, và đã bắt đầu vào ngày 10 tháng 8,  tại Pinewood Studios ở Buckinghamshire. Sean Bobbitt từng là nhà quay phim. Quá trình quay phim diễn ra tại Tropea, Ý, bắt đầu từ ngày 27 tháng 8, bao gồm cả trên bờ biển Tyrrhenian. Vào ngày 3 tháng 9, Park rời đến Los Angeles để bắt đầu quay phim. Ngay sau đó, Saagar Shaikh, Zenobia Shroff, và Mohan Kapur đã được tiết lộ sẽ đảm nhận các vai trò tương ứng của họ là anh trai của Khan, Amir, mẹ Muneeba và cha Yusuf, từ Ms. Marvel. Vào tháng 10 năm 2021, việc phát hành bộ phim bị trì hoãn đến ngày 28 tháng 7 năm 2023. Park đã quay các cảnh của mình trong hai tháng và hoàn thành việc quay phim ở Anh vào ngày 2 tháng 11.

## Âm nhạc
Vào tháng 1 năm 2022, Laura Karpman được thuê để soạn nhạc cho bộ phim, sau khi trước đó đã làm công việc này cho mùa đầu tiên của loạt phim MCU What If...? (2021).

## Phát hành
Biệt Đội Marvel khởi chiếu tại Mỹ vào ngày 10 tháng 11 năm 2023. Ban đầu, ngày công chiếu của phim là ngày 8 tháng 7 và ngày 11 tháng 11 năm 2022. Phim sẽ thuộc Giai đoạn 5 của Vũ trụ Điện ảnh Marvel.